# Sosiphane
Sosiphane (en grec: Σωσιϕάνης), né à Syracuse en 357 av. J.-C. et mort à Athènes en 313 av. J.-C., est un poète et dramaturge de la Grèce antique. Selon le canon alexandrin, il fait partie des sept poètes de la Pléiade tragique.

## Biographie
Il existe de nombreuses incertitudes quant à la vie de ce poète. Selon la Souda, encyclopédie historique byzantine du Xe siècle, il serait né à Syracuse et aurait vécu à Athènes sous les règnes de Philippe de Macédoine et d'Alexandre le Grand. Il serait l'auteur de soixante-treize tragédies et aurait remporté sept victoires. Mais il ne subsiste que des fragments de son œuvre, dont l'un rappelle la fugacité du bonheur humain, et appartient au drame intitulé Méléagre, seul titre de ses pièces qui nous soit parvenu.
Sosiphane fait partie des sept poètes tragiques de la Pléiade (à savoir Lycophron, Anantiade ou Eantide, Homère le jeune, Sosithée, Philiscus de Corcyre, et Alexandre l'Etolien). Dans une autre liste, les noms d'Éantide et de Sosiphane sont remplacés par ceux de Dionysias de Mallos et d'Euphronios de Chersonèse, deux poètes ayant vécu au siècle suivant à l'époque de Ptolémée IV Philopator. Selon d'autres avis d'experts, il aurait existé en fait deux poètes du nom de Sosiphane, dont l'un aurait été postérieur à Sosiphane de Syracuse. De plus, l'Italien Augusto Rostagni soutient que Sosiphane de Syracuse aurait été confondu avec Sosithée, faisant également partie des poètes de la Pléiade.